# Internazionali d'Italia 1967 - Singolare femminile
Il singolare femminile del torneo di tennis Internazionali d'Italia 1967, ha avuto come vincitrice Lesley Turner Bowrey che ha battuto in finale Maria Bueno con il punteggio di 6–3 6–3.

## Tabellone

### Legenda
| - Q = Qualificato - WC = Wild card - LL = Lucky loser | - ALT = Alternate - SE = Special Exempt - PR = Protected Ranking | - w/o = Walkover - r = Ritirato - d = Squalificato |

### Fase finale
|  | Quarti di finale     | Quarti di finale     | Quarti di finale     | Quarti di finale | Quarti di finale |  |  | Semifinali           | Semifinali           | Semifinali           | Semifinali  | Semifinali  |   |   | Finale               | Finale               | Finale               | Finale | Finale |  |
|  |                      |                      |                      |                  |                  |  |  |                      |                      |                      |             |             |   |   |                      |                      |                      |        |        |  |
|  | Lesley Turner Bowrey | Lesley Turner Bowrey | Lesley Turner Bowrey | 6                | 6                |  |  |                      |                      |                      |             |             |   |   |                      |                      |                      |        |        |  |
|  | Virginia Wade        | Virginia Wade        | Virginia Wade        | 2                | 2                |  |  | Lesley Turner Bowrey | Lesley Turner Bowrey | Lesley Turner Bowrey | 6           | 6           |   |   |                      |                      |                      |        |        |  |
|  | Jan Lehane           | Jan Lehane           | Jan Lehane           | 6                | 6                |  |  | Jan Lehane           | Jan Lehane           | Jan Lehane           | 3           | 1           |   |   |                      |                      |                      |        |        |  |
|  | Françoise Dürr       | Françoise Dürr       | Françoise Dürr       | 1                | 0                |  |  |                      |                      |                      |             |             |   |   | Lesley Turner Bowrey | Lesley Turner Bowrey | Lesley Turner Bowrey | 6      | 6      |  |
|  | Lea Pericoli         | Lea Pericoli         | Lea Pericoli         | 6                | 6                |  |  |                      |                      | Maria Bueno          | Maria Bueno | Maria Bueno | 3 | 3 |                      |                      |                      |        |        |  |
|  | Gail Sherriff        | Gail Sherriff        | Gail Sherriff        | 1                | 4                |  |  | Lea Pericoli         | Lea Pericoli         | Lea Pericoli         | 2           | 2           |   |   |                      |                      |                      |        |        |  |
|  | Maria Bueno          | Maria Bueno          | Maria Bueno          | 6                | 6                |  |  | Maria Bueno          | Maria Bueno          | Maria Bueno          | 6           | 6           |   |   |                      |                      |                      |        |        |  |
|  | Galina Bakšeeva      | Galina Bakšeeva      | Galina Bakšeeva      | 4                | 2                |  |  |                      |                      |                      |             |             |   |   |                      |                      |                      |        |        |  |